# Bary József
Bary József (Beregsom, 1858. június 29. – Nagyvárad, 1915. augusztus 13.) kúriai bíró, a tiszaeszlári vérvádper vizsgálóbírója.

## Élete
Bary János tiszttartó és szikszói Jóczik Julianna fia. Felesége Ágh Anna, fia Bary Zoltán jogász volt. Sárospatakon szerzett jogi oklevelet 1878-ban, majd a nyíregyházi törvényszékre került, mint gyakornok. 1880-ban Kisvárdán lett járásbírósági aljegyző, majd visszakerült Nyíregyházára, ahol törvényszéki aljegyzőként működött 3 éven át, s a tiszaeszlári vérvádperben ő vezette a vizsgálatot. A törvényszék jegyzője lett, majd 1884-től 1891-ig Gyöngyösön a járásbíróság albírója. Ekkor a nagyváradi tábla tanácsjegyzője lett, egészen 1897-ig, mikor a nagyváradi törvényszék bírájává tették meg. 1898-ban a tábla elnöki titkára lett, 1900-ig. 1900 és 1904 között ítélőtáblai bíró, majd 9 éven át törvényszéki elnök, 1914-ben címzetes kúriai bíró.
Emlékiratai csak halála után 20 évvel jelentek meg.

## Fő műve
- A tiszaeszlári bűnper. B. J. emlékiratai. Kiad. Bary Zoltán (Bp., 1933; 5. kiad. 1944; hasonmás kiad. 1999)

## Emlékezete
Budapest XII. kerületében 1944. december és 1945. április között az ő nevét viselte a mai Csemegi utca.